# Lhakpa Ri
Lhakpa Ri, 7 045 meter över havet, är ett berg i Himalaya, inte långt från Mount Everest. Lhakpa Ri bestegs för första gången 1921 av George Mallory.
Dokumentärfilmen Blindsight handlar om sex blinda tibetanska ungdomar som bestiger Lhakpa Ri tillsammans med den blinde bergsbestigaren Erik Weihenmayer.